# Tuluá
Tuluá est une municipalité du département de Valle del Cauca, en Colombie. Parmi les principaux secteurs d'activités de la ville se trouvent l'agriculture, l'élevage, l'industrie, le commerce, le tourisme et les services. Tuluá dispose d'une chambre de commerce. Les domaines de l'éducation et de la culture connaissent un développement intéressant. Des services gouvernementaux sont également situés dans la municipalité, les villes les plus importantes n'étant pas liées à une capitale dans le sud-ouest du pays.
Tuluá est la quatrième ville la plus peuplée du département de Valle del Cauca après Cali (la capitale du département), Buenaventura et Palmira.
La ville fut fondée le 24 août 1639 par le capitaine espagnol Juan de Lemus y Aguirre. Ce n'est que deux siècles plus tard, soit après la guerre d'indépendance de la Colombie, que Tuluá reçut, le 30 mai 1825, le titre de municipalité et vit le premier conseil municipal mettre en place son organisation politique et administrative.

## Toponymie

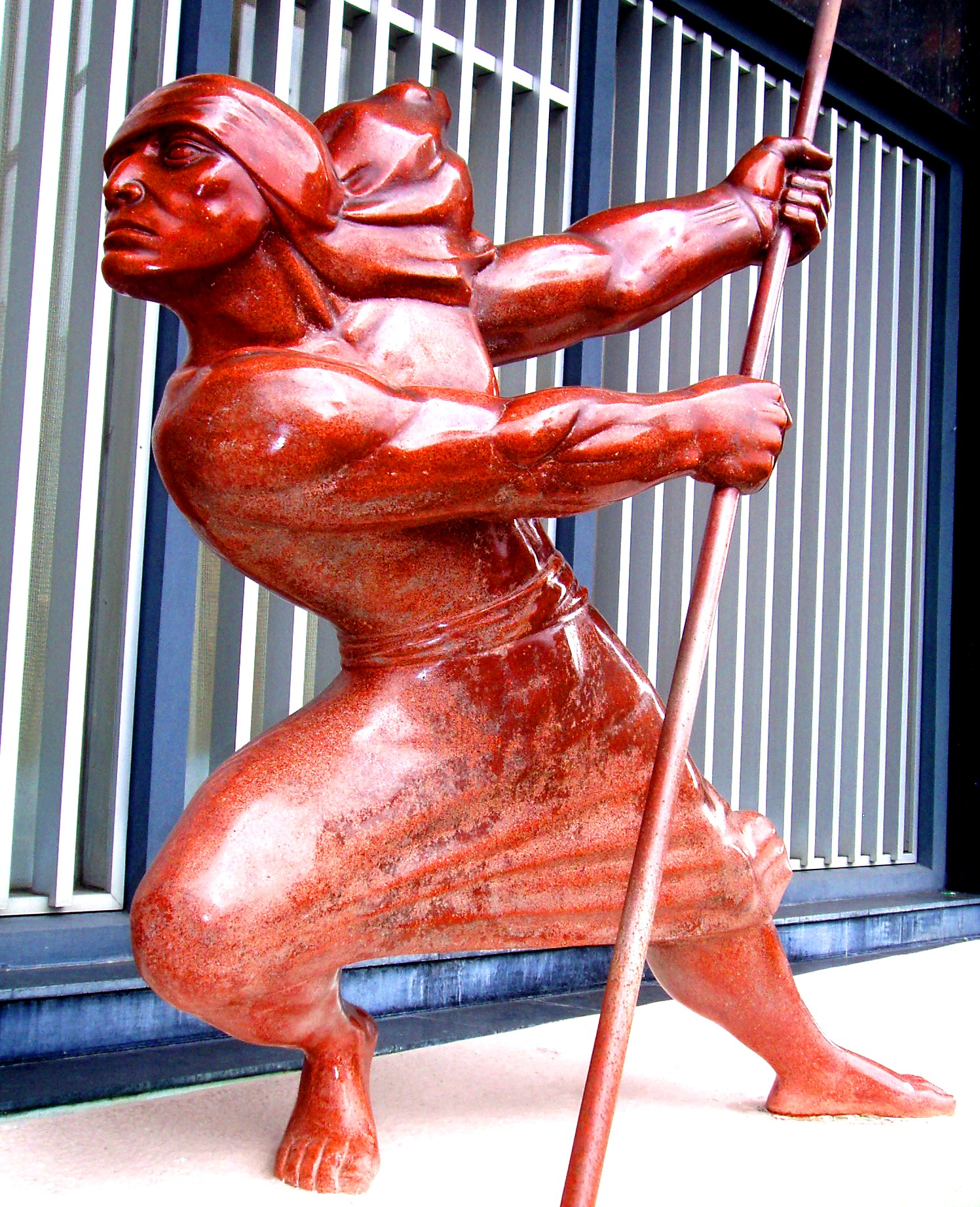
Navigateur pijao (sculpture)

La véritable signification du nom Tuluá est inconnue et a fait l'objet de nombreuses discussions. La langue des Pijaos, peuple amérindien de Colombie, dont proviennent beaucoup de termes, a subi des variations dues à des idiomes régionaux surtout depuis son extinction au début des années 1700.
La ville a officiellement opté pour le sens « Llano fácil de cultivar » en français : « Plaine facile à cultiver ». Elle a également accepté « Tierra fácil » en français : « Terre facile » ainsi que les Pijaos dénommaient le territoire compris entre les ríos Tuluá et Morales. Les Pijaos, venant de la vallée du río Magdalena, l'appelaient aussi « Tierra del más allá » en français : « Terre de l'au-delà ».
Tuluá est actuellement surnommée « Corazón del Valle » en français : « Cœur de la Vallée » en raison de sa situation géographique. Elle est aussi connue sous le nom de « la Villa de Céspedes » en français : « la Ville de Céspedes » en l'honneur de Juan María Céspedes (es), héros de l'indépendance de la Colombie.

## Histoire
Tuluá, historiquement et géographiquement, est reconnue comme étant la vallée formée par les ríos Tuluá et Morales. Avant sa colonisation par les Espagnols, ce territoire abritait, depuis les années 1300, diverses tribus indigènes de culture pijao.

### Fondation

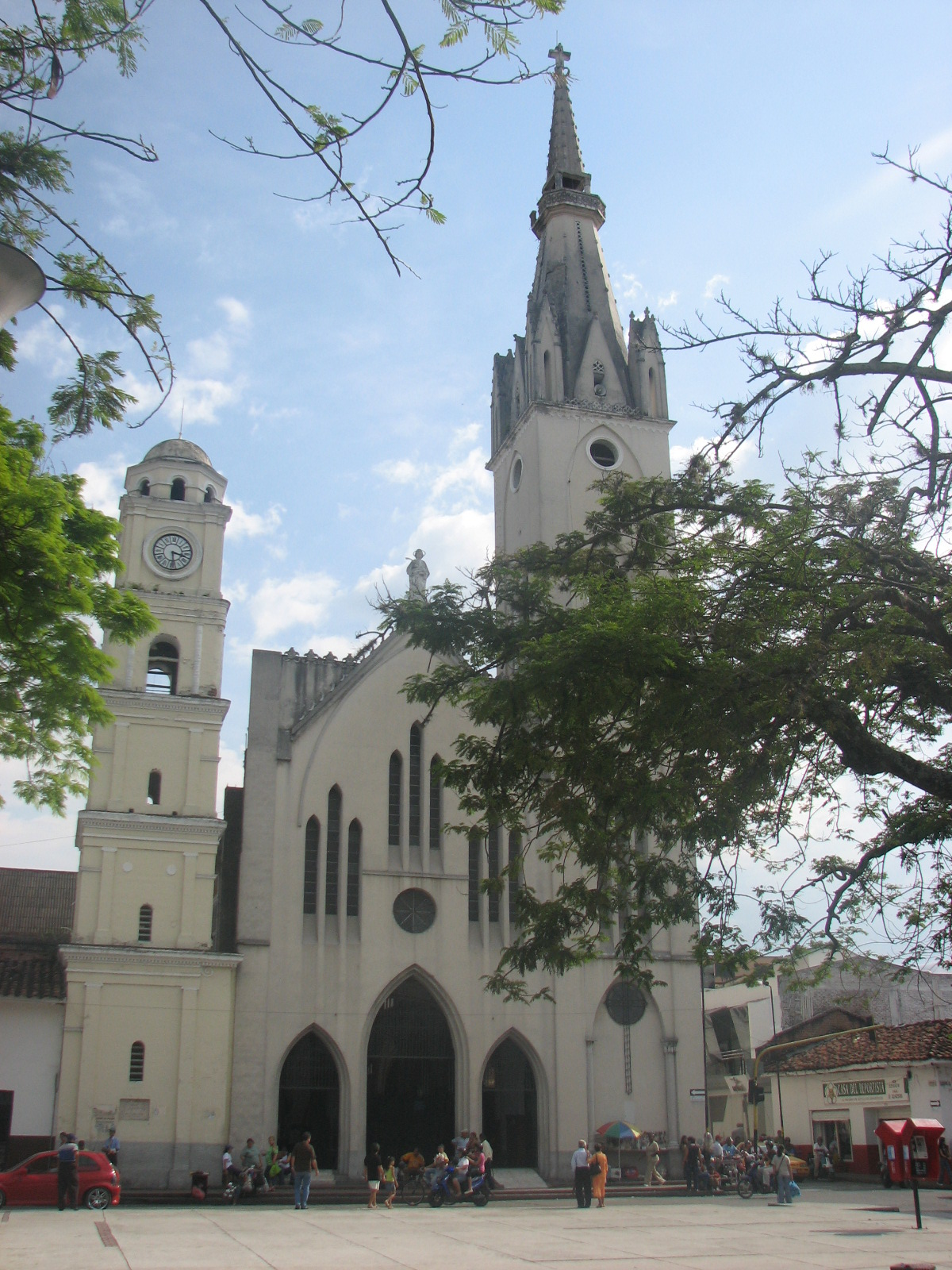
Église San Bartolomé, Tuluá

Le capitaine espagnol Juan de Lemus y Aguirre et ses troupes réalisèrent l'exploration et la conquête du territoire, ce qui entraîna, le 9 août 1635, la célébration de la capitulation en faveur du gouverneur Luis de Valenzuela Fajardo, qui reçut les terres de la vallée de Tuluá, Jicara-manta, Espíritu Santo et San Juan de Barragán.
La nouvelle population gagna en importance lorsque le fondateur, Juan de Lemus y Aguirre, ouvrit la voie de Barragán reliant la vallée du río Cauca à Saldaña. Dans les archives historiques de Buga se trouve une missive de Juan de Lemus y Aguirre, propriétaire des terres entre les ríos Tuluá et Morales, envoyée à l'alcade de Buga et sollicitant la permission d'ouvrir cette voie.
La ville que fondèrent les Espagnols ne détient aucun acte de la Couronne d'Espagne, pourtant la date de fondation officiellement adoptée est le 24 août 1639, fête de l'apôtre Barthélemy (en espagnol : San Bartolomé), car les colons dédièrent la ville à ce saint catholique en lui confiant la protection des habitants espagnols du territoire qui reçut le nom de San Bartolomé de Tuluá.

### Évolution
Le cours du río fut dévié et la ville contrainte de se déplacer jusqu'à son point de chute définitif, en 1875, quand fut réalisé le Parc de Boyacá et construite l'église San Bartolomé.
Durant cette période de lente formation, deux caractéristiques se détachent : Tuluá est une ville qui n'a pu se développer à proximité d'un grand parc ou d'une place importante comme le firent la majorité des villes de structure hispanique. Ensuite, pour cette même raison, ou pour d'autres raisons que les historiens n'ont pas définies, seule, l'église paroissiale fut érigée.
La ville devint une municipalité du département de Valle del Cauca en 1910, avec la séparation du territoire qui, jusqu'alors, constituait l'État souverain de Cauca. La ville de Santiago de Cali devint chef-lieu du nouveau département.

## Géographie

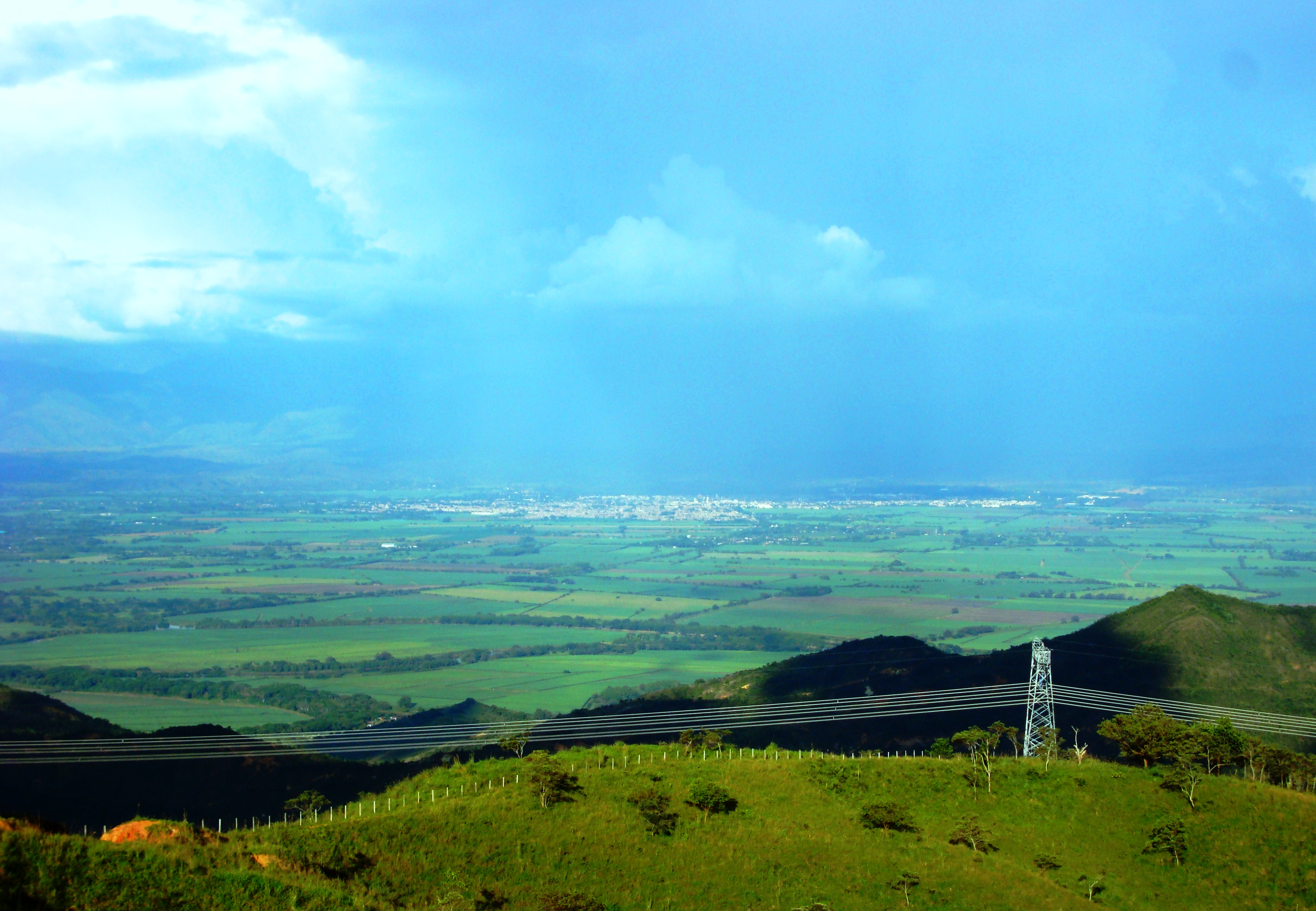
Vue panoramique de Tuluá

Tuluá est située entre la cordillère Centrale et la cordillère Occidentale des Andes.
- Superficie totale du territoire : 910,55 km2.
- Superficie de la zone rurale : 899,44 km2.
- Superficie de la zone urbaine : 11,11 km2[2].

### Localisation
Au cœur d'une zone englobant quinze municipalités, sur la route de Buga à Roldanillo, Tuluá est située à 64 km au nord-est de Palmira, à 24 km de Buga, à 102 km de Cali, à 105 km d'Armenia, à 125 km de Pereira à 172 km de la ville portuaire de Buenaventura et à 433 km de Bogota.
La zone urbaine de Tuluá se trouve à environ 960 m d'altitude, tandis que la zone montagneuse atteint 4 400 m (páramos de Amoya, de Barragan et de Santa Lucía).

### Limites de Tuluá
- Est : la municipalité de Sevilla et le département de Tolima.
- Ouest : le río Cauca et la municipalité de Riofrío.
- Nord : les municipalités d'Andalucía et de Bugalagrande.
- Sud : les municipalités de Buga et de San Pedro[2].

### Géologie
Le territoire de Tuluá et la région de Valle del Cauca en général sont relativement jeunes. La partie la plus ancienne est la cordillère Centrale où roches et couches sédimentaires datent du Précambrien et de l'ère Paléozoïque. Il existe une zone de l'âge Précambrien sur les rives du río Cauca, aux alentours de Bugalagrande. La région de la vallée du río est Mésozoïque d'origine volcanique.
Les contreforts de la cordillère Centrale et la majeure partie de la côte Pacifique sont géologiquement très jeunes (Quaternaire). Tuluá est affectée par de nombreuses failles dans la zone montagneuse.

### Minéraux
Ce territoire, autrefois grand producteur d'or, se distingue par ses richesses minérales. L'or était extrait des alluvions présents à une dizaine de kilomètres de Tuluá. Des équipes d'esclaves noirs travaillaient dans des exploitations rudimentaires. Les extractions s'effectuaient dans les vallées de La Ribera, de l'Ahorcado, du Tetillal, du Tablazo, de San Miguel et de Morales. Au point de vue géologique, il est probable que ces gisements aurifères existant au pied des hautes montagnes granitiques étaient accumulés à la base des roches stratifiées de la vallée, dans toute la cordillère Centrale des Andes.
De 1 100 à 2 000 m d'altitude se trouve une zone rocheuse où furent découvertes des veines de quartz aurifère ainsi que d'argent, de cuivre et de fer.

### Hydrographie
Le principal cours d'eau qui traverse la zone urbaine, dans le sens sud-nord, est le Río Tuluá (es), un petit affluent de la rivière Cauca.

### Climat
Tuluá se trouvant à 4° au nord de l'équateur, son climat est tropical. La température moyenne se situe entre 24 et 27 °C. Les jours sont ensoleillés et les nuits fraîches. Le climat de Tuluá lui permet de bénéficier d'une agriculture prospère.

## Biodiversité

### Forêts
Les forêts, près de la cordillère, produisent des bois appréciés en tant que bois d'œuvre pour la construction ainsi qu'en usage artisanal pour l'ébénisterie, tels que le chêne et le cèdre, entre autres. Mais l'abattage des arbres épuise ces espèces.

### Flore
La flore est abondante et comprend de nombreuses variétés tels les narcisses, geraniums, camellias, marguerites, dahlias, iris, hortensias, coquelicots, jasmins, bégonias, pensées et violettes, tulipes, chrysanthèmes, magnolias et orchidées.

### Faune
La faune est riche et variée. Dans les zones boisées de la cordillère se rencontrent des cerfs, des singes, des renards, des écureuils, des perruches, etc. La faune marine abonde en diverses sortes de poissons.

## Démographie
En 2005, selon le DANE, Tuluá comptait 183 236 habitants (avec une prévision de 204 138 habitants en 2012). Les habitants sont répartis ainsi :
- population urbaine : 86 % ;
- population rurale : 14 %.

52,3 % de la population est de sexe féminin et 47,7 % de sexe masculin.
| 1680  | 1786  | 1870  | 1905   | 1920   | 1950   | 1960   | 1970   | 1980   | 1990   | 2000    | 2005    | 2010    | 2012    |
| ----- | ----- | ----- | ------ | ------ | ------ | ------ | ------ | ------ | ------ | ------- | ------- | ------- | ------- |
| 3 571 | 5 729 | 7 687 | 10 310 | 11 651 | 14 365 | 31 387 | 49 015 | 70 391 | 91 584 | 126 333 | 183 236 | 199 244 | 204 138 |

### Santé
À Tuluá, selon le secrétaire de la Santé de la ville, en 2008, le taux de natalité était de 9 %, le taux de mortalité de 7 %, avec un taux de croissance annuel de la population de 1 %. L'espérance de vie globale était de 77 ans.
En 2007, 60 % des personnes décédées étaient des hommes, dont 5 % avaient moins de 15 ans et 50 % plus de 64 ans. 40 % des personnes décédées étaient des femmes, dont 72 % de plus de 64 ans. En 2008, 504 personnes par tranche de 100 000 habitants sont mortes, la cause majeure des décès étant l'infarctus du myocarde. 30 % des pathologies étaient cardio-vasculaires et 35 % des maladies chroniques non transmissibles. Les homicides représentaient 15 % des décès et les accidents 3 %.

## Économie
L'économie de Tuluá est basée principalement sur l'agriculture, l'élevage et le commerce :
- agriculture : Tuluá, favorisée par la variété de ses climats, est le centre agricole de Valle del Cauca. Grâce à l'efficacité de son réseau de voies d'accès, à la fertilité des sols équitablement répartis en parcelles car il n'existe pas, dans la municipalité, de latifundium (grand domaine agricole exploité de façon extensive). Sur ces parcelles sont produits du blé, de l'orge, des pommes de terre, du maïs, des fruits, du soja, du café, etc. ;

- élevage : Tuluá abrite des haciendas localisées dans les zones montagneuses. Leurs propriétaires veillent à la sélection de races telles que la holstein, la normande, etc. ;

- commerce : Les activités commerciales, très importantes à Tuluá, sont coordonnées par la chambre de commerce dont la juridiction comprend, outre Tuluá, les municipalités d'Andalucía, de Riofrío, Trujillo, Bugalagrande, Bolívar et Zarzal[2].

## Éducation

### Université
L'université de Valle dispose d'un campus à Tuluá.

## Culture
Tuluá abrite plusieurs centres culturels dont un théâtre, quatre salles destinées aux événements culturels, un hall d'exposition d'œuvres d'art, trois bibliothèques, un musée d'ethnobotanique et un musée d'histoire, entre autres. Des festivals sont organisés chaque année.

### Quelques festivals et événements majeurs
De nombreuses fêtes sont organisées à Tuluá, dont entre autres :
- la Feria ganadera de Tuluá[9] :
- les fêtes des Rois ;
- Sciences Expo Tuluá ;
- la Rencontre nationale des étudiants ;
- le Festival international des contes et des légendes ;
- etc.

## Sports
Le Corporación Club Deportivo Tuluá, ou Cortuluá, est un club colombien de football basé à Tuluá. Il est sacré champion de deuxième division colombienne en 1993 et 2009.

## Transports

### Transports aériens
Ils s'effectuent grâce aux aéroports internationaux suivants : El Dorado de Bogota, Alfonso-Bonilla-Aragón de Cali, Matecaña de Pereira, El Edén d'Armenia, l'aéroport régional de Medellín : l'Aéroport Olaya Herrera (en), et l'aéroport de Tuluá : l'Aéroport Heriberto Gíl Martínez (en).

### Autoroute
La route panaméricaine traverse directement la municipalité de Tuluá.

## Symboles

### Blason
De style espagnol, en croix, le blason de Tuluá comporte quatre quartiers. Le chef dextre, d'argent chargé de treize tourteaux (ou heurtes) azur, reproduit le blason de la famille Lemos, en Espagne, Juan de Lemos y Aguirre ayant exploré et conquis le territoire. Le chef senestre, d'or à un cœur de gueules, représente la ville elle-même, surnommée « Cœur de la Vallée » en raison de son emplacement dans le département. Le quartier inférieur dextre, d'azur avec un pont d'argent, représente l'esprit d'union et de solidarité citoyenne. Le quartier inférieur senestre, d'azur avec une montagne profilée, une vallée et une rivière, reproduit l'orographie du territoire.
Le blason est surmonté d'un château ou une forteresse d'argent qui symbolise la grandeur et l'élévation. Du café et du cacao encadrent le blason, à l'exception du sommet, et symbolisent la richesse agricole de Tuluá. Un listel tricolore (rouge, vert et blanc) portant la devise : « Union, Travail et Paix » lie les parties mentionnées.

### Drapeau
Conçu en 1960 et adopté officiellement en tant que drapeau de la ville de Tuluá le 29 mai 1987 par décret 084, il s'agit d'un drapeau tricolore à bandes horizontales de dimensions égales. La bande supérieure, de couleur rouge, symbolise l'énergie de la population, la charité et l'amour qui inspirent sa conduite lors de situations difficiles ainsi que l'audace dans sa lutte pour la défense des nobles causes. La bande centrale, de couleur verte, représente la luxuriance végétale de la ville, la foi de ses habitants en ses valeurs, l'amitié et le respect qu'ils prônent, la jeunesse de leur histoire et leur espoir en un avenir prometteur. La bande inférieure, de couleur blanche, symbolise la pureté de l'origine de la ville, la franchise et la joie de vivre de sa population.

### Hymne
Les paroles de l'hymne de Tuluá sont de l'écrivain Guillermo E. Martínez et la musique d'Héctor Cedeño Paredes,.

## Monument national
La gare ferroviaire de Tuluá est classée monument national (bien d'intérêt culturel du domaine national) par décret no 746 du 24 avril 1996.

## Site touristique
Le Jardin botanique Juan María Céspedes, situé à vingt minutes du centre-ville, est un site d'intérêt touristique et scientifique avec ses 400 plants d'espèces d'arbres de la région, ses bambous ainsi que les fleurs d'Amérique latine. Ce jardin botanique tend à devenir un parc à thèmes servant à la fois d'attraction touristique, de parc naturel et de laboratoire de recherches.